# Руссо, Жан Батист
Жан Бати́ст Руссо́ (фр. Jean-Baptiste Rousseau; 6 апреля 1670, Париж — 17 марта 1741, Брюссель) — французский поэт и драматург.

## Биография
Сын сапожника, ученик иезуитов, он рано начал писать стихи, привлёкшие внимание Н. Буало-Депрео, пламенным поклонником которого был автор. Войдя в круг молодых прожигателей жизни из высшего общества, Руссо получил известность непристойными стихами. Его драматические произведения не имели успеха. 
В 1712 году, за анонимные нападки на некоторых учёных и неявку в суд на разбирательство дела, он был приговорён к пожизненному изгнанию. С этого времени начинаются его скитания: сперва он жил в Швейцарии, затем Евгений Савойский взял его с собой в Вену. В Брюсселе он сошёлся с Вольтером, но дружба их не замедлила перейти в яростную ненависть. Все просьбы Руссо о пересмотре его процесса были тщетны, и он умер на чужбине. 
Духовные и светские оды Руссо долго считались образцом классической лирики французов. Теперь он совершенно забыт, и даже история литературы уделяет ему весьма незначительное место наряду с другими представителями «поэзии без поэзии» первой половины XVIII века — Тома, Лебрена, Лефран-де-Помпиньяна и других. Его поэтические переложения псалмов бесцветны, оды переполнены мифологическими образами, религиозное чувство не искренне и напыщенно. Послания и эпиграммы Руссо весьма ядовиты. Самая известная его комедия — « фр. Le flatteur». Сочинения Руссо изданы Амаром (1820) и Латуром (1868).

## Произведения
- Le Café, comédie en 1 acte, en prose (1694)
- Jason, opéra en 5 actes, en vers (1696)
- Le Flatteur, comédie en 5 actes, en prose (1698)
- Vénus et Adonis, opéra en 5 actes, en vers (1697)
- Le Capricieux, comédie en 5 actes, en vers (1700)
- La Noce de village, mascarade (1700)
- La Ceinture magique, comédie en 1 acte, en prose (1702)
- Œuvres (1712)
- Œuvres, 2 vol. (1723)
- L’Hypocondre, comédie non représentée
- La Dupe de lui-même, comédie non représentée
- La Mandragore, comédie non représentée
- Les Aïeux chimériques, comédie non représentée
- Lettres sur différents sujets de littérature (1750)